# Alex Brunner
Alex Brunner (Trieste, 8 dicembre 1973) è un allenatore di calcio ed ex calciatore italiano, di ruolo portiere, preparatore dei portieri del Watford.

## Carriera

### Giocatore

Brunner in azione al Como nel 1999

Ha iniziato a giocare nella squadra della sua città natale, la Triestina. Dopo la retrocessione degli alabardati in Serie C1 nel 1991, Brunner ha guadagnato il ruolo di riserva nella prima squadra, collezionando 5 presenze in due stagioni. Nel 1993 la Triestina lo ha ceduto in prestito alFormia in Serie C2, per fargli fare esperienza come titolare.
L'anno seguente la Triestina, a causa di problemi finanziari, è stata retrocessa in Serie D e Brunner ha firmato per il Foggia in Serie A. Nella prima stagione in Serie A ha esordito il 18 settembre 1994 a Genova contro la Sampdoria (1-1) e ha fatto solo 2 presenze, essendo il secondo di Mancini, ma dopo la retrocessione dei pugliesi in Serie B è diventato titolare.
Nel 1996 si è trasferito al Bologna. In Emilia-Romagna ha passato 3 stagioni durante le quali ha disputato 6 partite nella massima serie, essendo, anche in questa occasione, secondo in questo caso di Antonioli.
Nel 1999 ha deciso di firmare per il Como dove, in Serie C1, avrebbe avuto più spazio come titolare. È rimasto coi Lariani per 4 stagioni. Nella prima il Como è arrivato 10º in Serie C1, ma poi ha guadagnato due promozioni consecutive arrivando in Serie A nel 2002 con Brunner titolare. Per la stagione in Serie A il Como ha acquistato l'esperto Ferron, ma Brunner è riuscito comunque a disputare 21 partite.
Il 30 giugno 2003 firma per un'altra squadra di Serie B, la Ternana, prendendo il posto dei partenti Marcon e Mareggini.
Il 9 luglio 2004 passa alla Salernitana e il 29 gennaio 2005 è ritornato in Serie A al Cagliari, dove si è giocato il posto di secondo di Iezzo con Katergiannakis, scendendo in campo solo in occasione di Juventus-Cagliari, terminata 4-2 per i torinesi.
Il 23 agosto si è trasferito alla Lucchese in Serie C1, dove ha ritrovato un posto da titolare e vi è rimasto per due stagioni. Il 27 giugno 2007 ha firmato per il Sorrento, neopromosso in Serie C1 con cui ha disputato un ottimo campionato, scendendo in campo in tutti i 34 incontri della stagione. Il 3 luglio 2008 ha rescisso il contratto con i rossoneri.
Il 14 luglio ha firmato con la Juve Stabia in Prima Divisione, ma solo otto mesi dopo, l'11 marzo 2009, ha rescisso il contratto con la squadra campana che, da par suo, aveva già acquistato Soviero per sostituirlo.
Il 7 ottobre, dopo essere stato svincolato per sette mesi, ha firmato per l'Itala San Marco con cui ha chiuso la carriera a fine stagione.
Ha disputato un totale di 30 partite in Serie A e 122 in Serie B.

### Allenatore
Il 14 luglio 2010 è stato ingaggiato dal Como quale allenatore dei portieri e nel corso della stagione ha anche sostituito in panchina gli squalificati Carlo Garavaglia e Oscar Brevi per 5 partite, collezionando 2 pareggi e 3 vittorie. Per giugno 2011, pur avendo rinnovato da pochi giorni il contratto, viene resa nota la separazione tra Brunner e la società comasca.
Entra a far parte dello staff dell'Udinese come preparatori dei portieri della primavera. Il 20 settembre 2013 viene promosso in prima squadra.

## Palmarès

### Giocatore
- Campionato italiano di Serie B: 1

Como: 2001-2002